# Stopień wodny

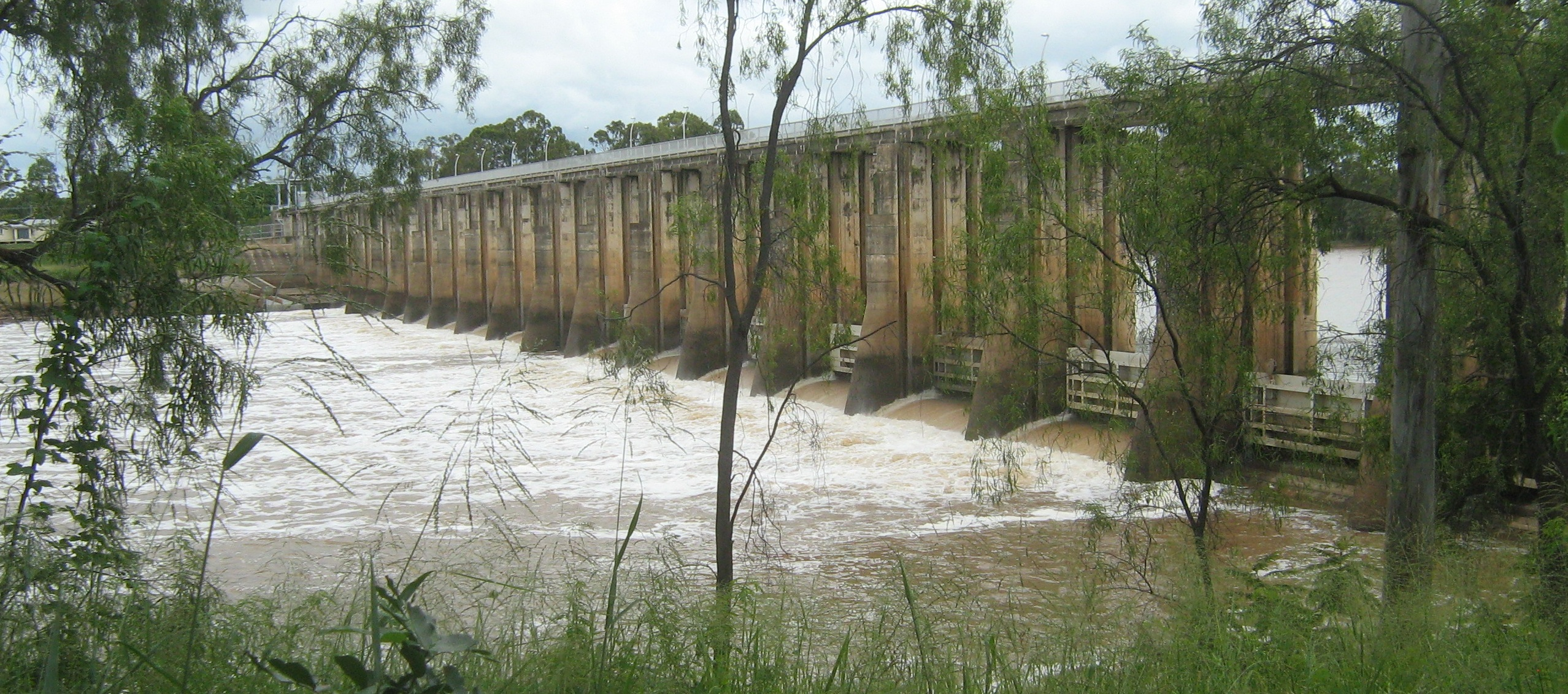
Stopień wodny w Rockhampton

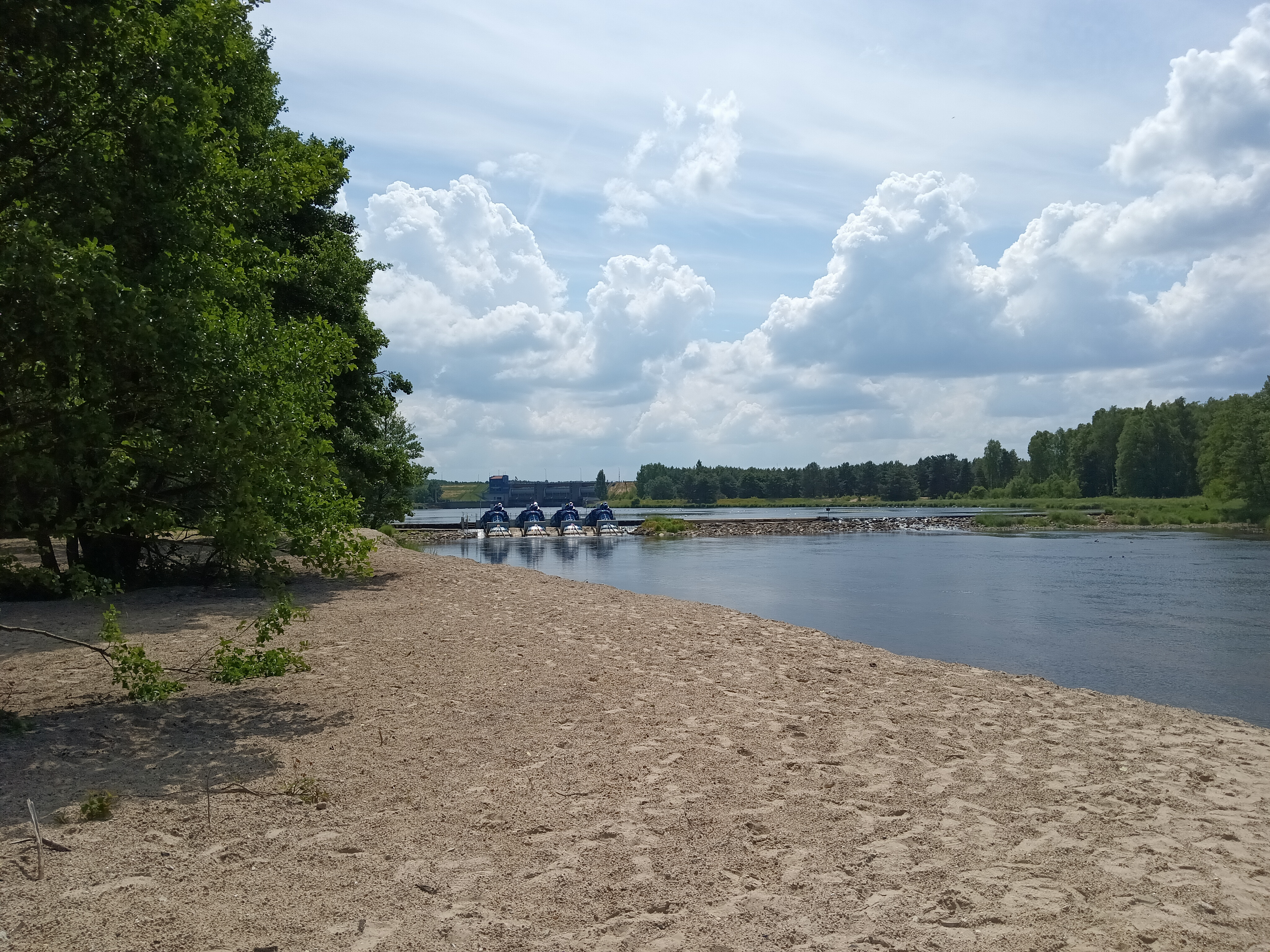
Stopień wodny na rzece Pilicy za zaporą wodną na Zalewie Sulejowskim w Smardzewiczach, woj. łódzkie

Stopień wodny – pionowy uskok dna rzeki odpowiednio obudowany i umocniony w celu ochrony koryta rzeki przed niszczącym działaniem spadającej wody. 
Stopnie wodne budowane są w celu poprawy żeglowności rzeki. Składają się najczęściej z jazu, hydroelektrowni, przepławki dla ryb oraz śluzy.
Stopnie wodne mogą być wykonywane z betonu, kamienia, faszyny lub drewna.